# جميل علي (لاعب كرة قدم)
جميل علي (2 مايو 1984 بسنغافورة - ) هو لاعب كرة قدم سنغافوري في مركز جناح ‏. شارك مع منتخب سنغافورة لكرة القدم. أما مع النوادي، فقد لعب مع باليستيير خالسا ونادي تامبينس روفرز ونادي غيلانغ إنترناشونال ونادي واريورز ووودلاندز ويلينغتون ويانج لايونز.

## وصلات خارجية
- جميل علي على موقع قاعدة بيانات كرة القدم.إي يو (الإنجليزية)
- جميل علي على موقع ناشيونال فوتبول تيمز (الإنجليزية)
- جميل علي على موقع Soccerway.com (الإنجليزية)